# 長春 (小惑星)
長春（チャンチュン、7485 Changchun）は小惑星帯に位置する小惑星である。宮城県仙台市の愛子（あやし）観測所で小石川正弘が発見した。
1980年に仙台市の国際姉妹都市となった中国の都市、長春市に因んで命名された。